# Паренесис
Сборник със слова в мерена реч от сирийския богослов, писател и поет Ефрем Сирин с поучителни и увещателни слова, предназначени за египетски монаси, които постъпват в манастир. Включени са и следните творби:
- Повест за видението на Козма игумен
- Повест на преподобния отец наш Даниил за Андроник и жена му Анастасия
- Житие на Алексей человек Божи
- Житие на преп. Мария Египетска
- Житие на св. сачник Евстатий Плакида и жена му Татяна и децата му Агопий и Теопент.